# Olympische Sommerspiele 1908/Teilnehmer (Kanada)
| Gelbes Symbol für Goldmedaillen mit stilisierten Olympischen Ringen | Graues Symbol für Silbermedaillen mit stilisierten Olympischen Ringen | Braundes Symbol für Bronzemedaillen mit stilisierten Olympischen Ringen |
| ------------------------------------------------------------------- | --------------------------------------------------------------------- | ----------------------------------------------------------------------- |
| 3                                                                   | 3                                                                     | 10                                                                      |

Kanada nahm an den Olympischen Sommerspielen 1908 in London, Großbritannien, mit 87 Sportlern teil. Dabei konnten die Athleten drei Gold-, drei Silber- und zehn Bronzemedaillen gewinnen.

## Medaillengewinner

### Olympiasieger
| Name | Sportart       | Wettkampf            |
| --- | -------------- | -------------------- |
| Patrick Brennan John Broderick George Campbell Gus Dillon Frank Dixon Richard Duckett Tommy Gorman Ernest Hamilton Henry Hoobin Clarence McKerrow George Rennie Alexander Turnbull | Lacrosse       | Männer               |
| Bobby Kerr | Leichtathletik | 200 m                |
| Walter Ewing | Schießen       | Wurfscheibenschießen |

### Zweiter
| Name                                                                                    | Sportart       | Wettkampf                       |
| --------------------------------------------------------------------------------------- | -------------- | ------------------------------- |
| Garfield MacDonald                                                                      | Leichtathletik | Dreisprung                      |
| George Beattie                                                                          | Schießen       | Wurfscheibenschießen            |
| Walter Ewing George Beattie Arthur Westover Mylie Fletcher George Vivian David McMackon | Schießen       | Wurfscheibenschießen Mannschaft |

### Dritter
| Name | Sportart       | Wettkampf                        |
| --- | -------------- | -------------------------------- |
| Edward Archibald | Leichtathletik | Stabhochsprung                   |
| Cal Bricker | Leichtathletik | Weitsprung                       |
| Bobby Kerr | Leichtathletik | 100 m                            |
| Con Walsh | Leichtathletik | Hammerwurf                       |
| William Anderson Walter Andrews Frederick McCarthy William Morton                                                                    | Radsport       | 1980 Yards Mannschaftsverfolgung |
| Aubert Côté | Ringen         | Freistil Bantamgewicht           |
| Frederick Toms Norway Jackes | Rudern         | Zweier ohne Steuermann           |
| Gordon Balfour Becher Gale Charles Riddy Geoffrey Taylor                                                                             | Rudern         | Vierer ohne Steuermann           |
| Irvine Robertson George Wright Julius Thomson Walter Lewis Gordon Balfour Becher Gale Charles Riddy Geoffrey Taylor Douglas Kertland | Rudern         | Achter                           |
| William Smith Charles Crowe Bertram Williams Dugald McInnes William Eastcott Harry Kerr                                              | Schießen       | Armeegewehr Mannschaft           |

## Teilnehmer nach Sportarten

### Fechten
- Percy Nobbs
Degen Einzel: Vorrunde

### Lacrosse

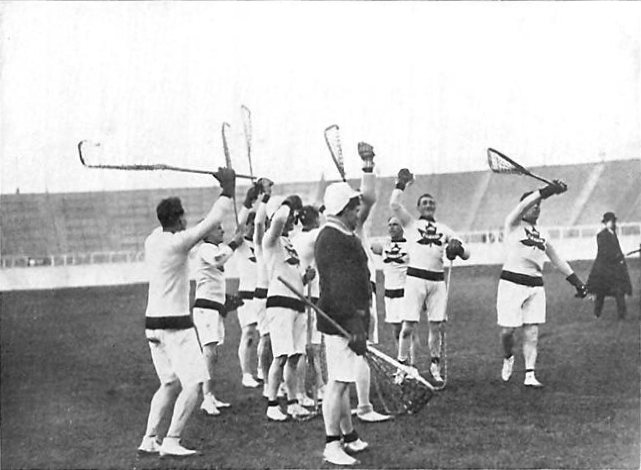
Die siegreiche kanadische Lacrossemannschaft

- Olympiasieger
Patrick Brennan
John Broderick
George Campbell
Gus Dillon
Frank Dixon
Richard Duckett
Tommy Gorman
Ernest Hamilton
Henry Hoobin
Clarence McKerrow
George Rennie
Alexander Turnbull

### Leichtathletik
- Edward Archibald
Stabhochsprung:  Dritter

- George Barber
Hochsprung: Zehnter
Standhochsprung: k. A.
Weitsprung: 19.
Standweitsprung: k. A.

- Dave Beland
100 m: Vorrunde

- Cal Bricker
Weitsprung:  Dritter
Dreisprung: Vierter

- Don Buddo
400 m: Vorrunde
800 m: Vorrunde
Olympische Staffel: Vorrunde

- Arthur Burn
Marathon: 24.

- Jack Caffery
Marathon: Elfter

- Eddie Cotter
Marathon: DNF

- John Fitzgerald
1500 m: Vorrunde
5 Meilen (8047 m): Siebter
3200 m Hindernis: Vorrunde

- William Galbraith
1500 m: Vorrunde
5 Meilen (8047 m): Vorrunde
3200 m Hindernis: Sechster

- William Goldsboro
Marathon: 16.

- George Goulding
Marathon: 22.
3500 m Gehen: Vierter
10 Meilen Gehen (16.093 m): Vorrunde

- Bobby Kerr
100 m:  Dritter
200 m:  Olympiasieger

- Harry Lawson
Marathon: Siebter

- George Lister
Marathon: 27.

- Tom Longboat
Marathon: DNF

- Frank Lukeman
100 m: Vorrunde
200 m: Vorrunde
Olympische Staffel: Vorrunde
Weitsprung: 13.

- Garfield MacDonald
Hochsprung: 13.
Weitsprung: k. A.
Dreisprung:  Zweiter

- Fred Meadows
1500 m: Vorrunde
5 Meilen (8047 m): Sechster

- Fred Noseworthy
Marathon: DNF

- Irving Parkes
800 m: Vorrunde
Olympische Staffel: Vorrunde

- Ted Savage
110 m Hürden: Vorrunde

- Lou Sebert
100 m: Vorrunde
200 m: Vorrunde
400 m: Vorrunde
Olympische Staffel: Vorrunde

- Fred Simpson
Marathon: Sechster

- Jack Tait
1500 m: Vierter
5 Meilen (8047 m): Vorrunde
Marathon: DNF

- Con Walsh
Hammerwurf:  Dritter

- William Wood
Marathon: Fünfter

### Radsport
- Will Anderson
1980 Yards Mannschaftsverfolgung:  Dritter
5 km: Vorrunde
20 km: Vorrunde
100 km: Vorrunde

- Walt Andrews
660 Yards (603,491 m): Vorrunde
2000 m Tandem: Vorrunde
1980 Yards Mannschaftsverfolgung:  Dritter
5 km: Vorrunde
20 km: Vorrunde
100 km: Sechster

- Frederick McCarthy
660 Yards (603,491 m): Vorrunde
2000 m Tandem: Vorrunde
1980 Yards Mannschaftsverfolgung:  Dritter
5 km: Vorrunde
20 km: Vorrunde
100 km: DNF

- William Morton
660 Yards (603,491 m): Vorrunde
1980 Yards Mannschaftsverfolgung:  Dritter
5 km: Vorrunde
100 km: DNF

- Harry Young
20 km: Vorrunde
100 km: DNF

### Ringen
- Aubert Côté
Freistil Bantamgewicht:  Dritter

### Rudern
- Gordon Balfour
Vierer ohne Steuermann:  Dritter
Achter:  Dritter

- Walter Bowler
Einer: DNF

- Becher Gale
Vierer ohne Steuermann:  Dritter
Achter:  Dritter

- Norway Jackes
Zweier ohne Steuermann:  Dritter

- Douglas Kertland
Achter:  Dritter

- Walter Lewis
Achter:  Dritter

- Charles Riddy
Vierer ohne Steuermann:  Dritter
Achter:  Dritter

- Irvine Robertson
Achter:  Dritter

- Lou Scholes
Einer: Vorrunde

- Geoffrey Taylor
Vierer ohne Steuermann:  Dritter
Achter:  Dritter

- Julius Thomson
Achter:  Dritter

- Frederick Toms
Zweier ohne Steuermann:  Dritter

- George Wright
Achter:  Dritter

### Schießen
- George Beattie
Wurfscheibenschießen:  Zweiter
Wurfscheibenschießen Mannschaft:  Zweiter

- Stanley Brown
Armeegewehr: Elfter

- Charles Crowe
Armeegewehr: Neunter
Armeegewehr Mannschaft:  Dritter

- William Eastcott
Armeegewehr Mannschaft:  Dritter

- Thomas Elmitt
Armeegewehr: 28.

- Walter Ewing
Wurfscheibenschießen:  Olympiasieger
Wurfscheibenschießen Mannschaft:  Zweiter

- Mylie Fletcher
Wurfscheibenschießen: Siebter
Wurfscheibenschießen Mannschaft:  Zweiter

- James Freeborn
Armeegewehr: 27.

- James Jones
Armeegewehr: 28.

- Harry Kerr
Armeegewehr: Sechster
Armeegewehr Mannschaft:  Dritter

- Arthur Martin
Armeegewehr: 33.

- David McMackon
Wurfscheibenschießen: Zwölfter
Wurfscheibenschießen Mannschaft:  Zweiter

- Dugald McInnes
Armeegewehr: 16.
Armeegewehr Mannschaft:  Dritter

- Frank Morris
Armeegewehr: 19.

- Frank Parker
Wurfscheibenschießen: 27.

- George Rowe
Armeegewehr: 35.

- William Smith
Armeegewehr Mannschaft:  Dritter

- Arthur Steele
Armeegewehr: 37.

- Fred Utton
Armeegewehr: Neunter

- George Vivian
Wurfscheibenschießen: 20.
Wurfscheibenschießen Mannschaft:  Zweiter

- Bertram Williams
Armeegewehr Mannschaft:  Dritter

- Arthur Westover
Wurfscheibenschießen: Fünfter
Wurfscheibenschießen Mannschaft:  Zweiter

### Schwimmen
- Robert Zimmerman
100 m Freistil: Vorrunde
100 m Rücken: Vorrunde

### Tennis
- Claude Russell-Brown
Einzel Männer: Fünfter

- John F. Foulkes
Einzel Männer: Neunter
Doppel Männer: Siebter

- Robert Branks Powell
Einzel Männer: Neunter
Doppel Männer: Siebter

### Turnen
- Orvil Elliott
Einzelmehrkampf: 80.

- Allan Keith
Einzelmehrkampf: 59.

### Wasserspringen
- Robert Zimmerman
Kunstspringen: Vorrunde